# Chiesa di Santa Maria in Selva
La chiesa di Santa Maria in Selva, detta anche della Madonna della Misericordia, si trova a Locarno, in via Vallemaggia. La sua consacrazione risale al 24 febbraio 1424 e si deve a fra' Bartolomeo da Cremona.

## Storia e descrizione
Citata esplicitamente in un documento del 1º maggio 1400, venne parzialmente demolita nella seconda metà dell'Ottocento.

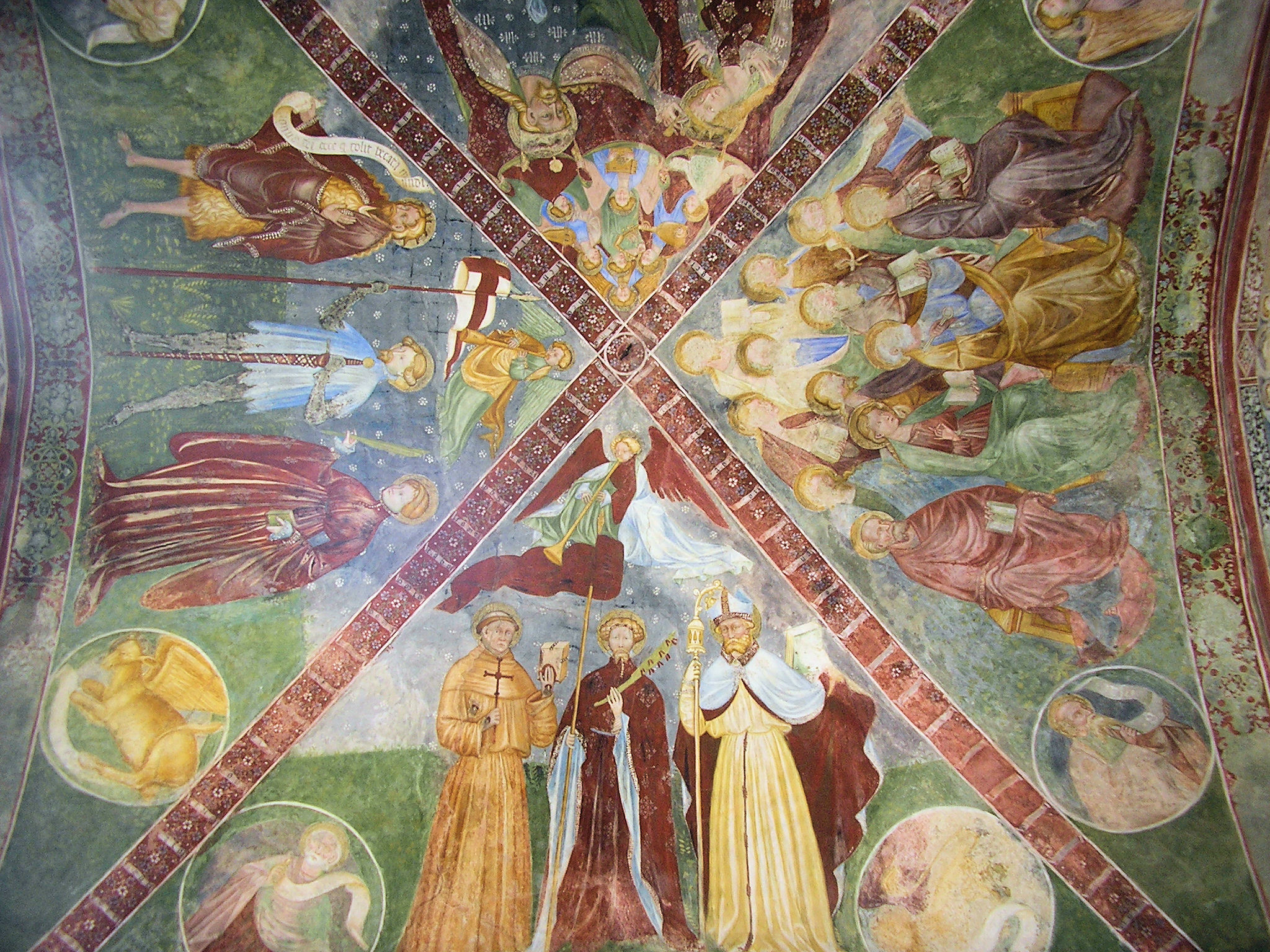
Affreschi di Santa Maria in Selva

Il campanile e il presbiterio furono risparmiati e inglobati nel cimitero, il principale della città, a cui il tempio dà il nome. Di notevole interesse gli affreschi tardogotici dei primi anni del Quattrocento, appartenenti al filone cortese, che ornano volta e pareti. Tra i maestri impegnati Franco e Filippolo de Veris (una delle tre opere ad essi attribuita), Antonio da Tradate (autore anche del ciclo dipinto nella chiesa della vicina Palagnedra) e Giacobino da Vailate (autore dell'affresco raffigurante il funerale di Maria).

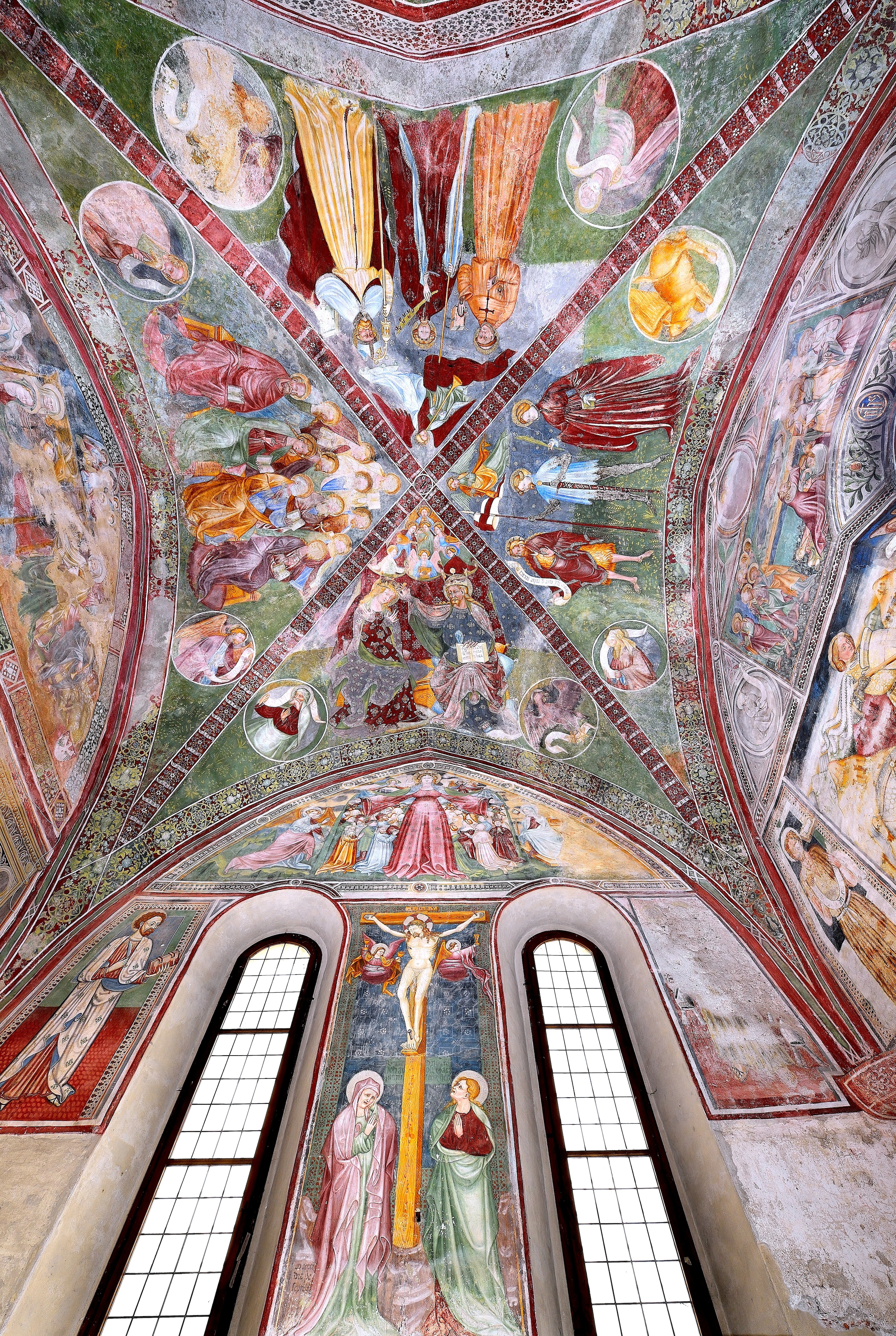
Affresco della chiesa di Santa Maria in Selva a Locarno
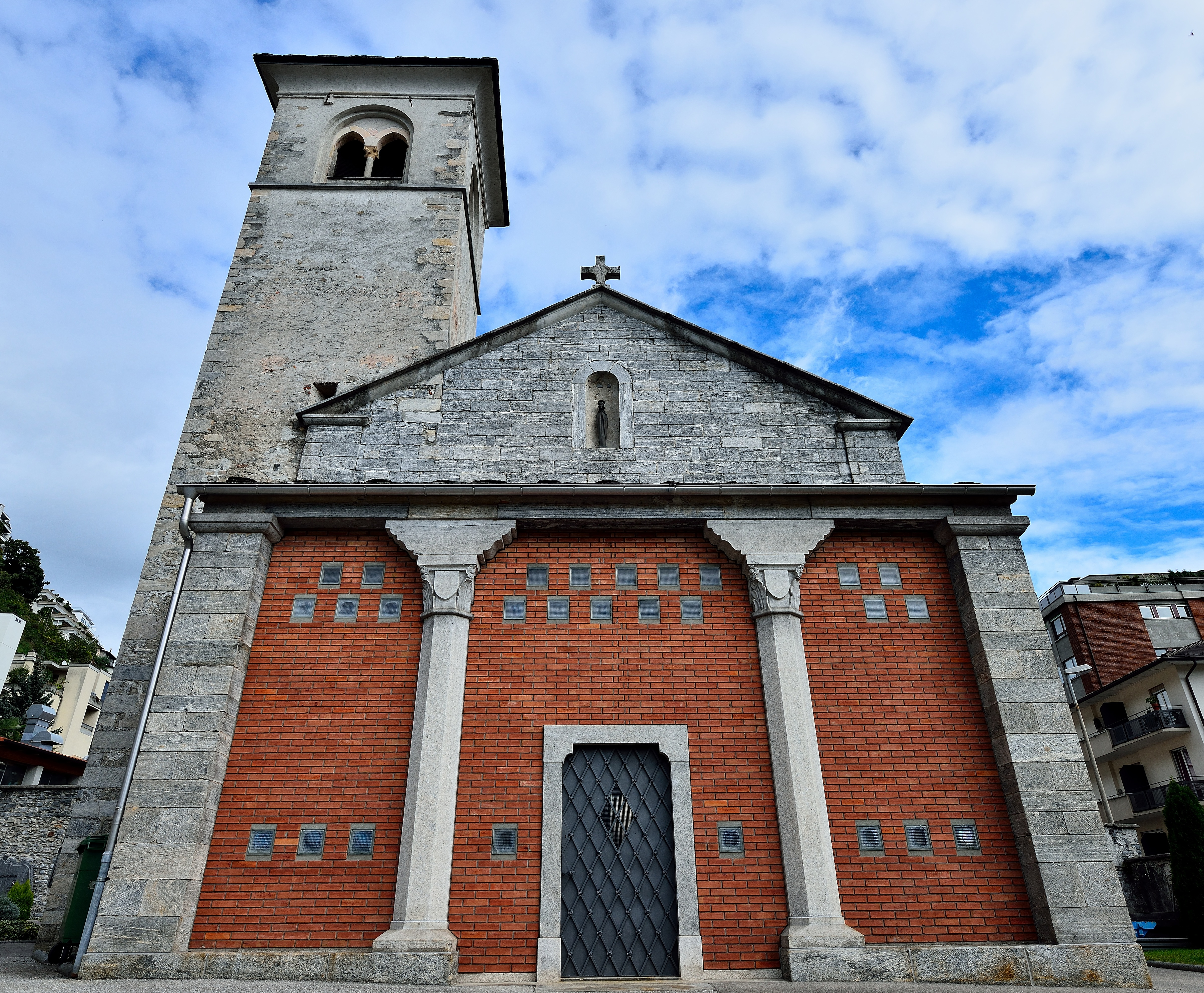
Esterno